# Margrethia valentinae
Margrethia valentinae är en fiskart som beskrevs av Nikolai V. Parin 1982. Margrethia valentinae ingår i släktet Margrethia och familjen Gonostomatidae. Inga underarter finns listade i Catalogue of Life.